# Qaraüñgır
Qaraüñgır (Kazachs: Қараүңгір, ook geschreven als Karaungir) is een grot en neolithische vindplaats in Kazachstan. Het ligt in het district Tülkıbas van de regio Türkistan.

## Locatie
De Qaraüñgır-grot ligt in het Qarataū-gebergte. De ingang van de grot bevindt zich op de helling van de oever van de gelijknamige rivier, op een hoogte van 7 m vanaf de rivierbedding.

## Beschrijving
De wanden van de grot zijn van grijze kalksteen. De breedte van de ingang is 20-25 m. De hoogte van het gewelf varieert van 2 tot 16 m. In het midden van de grot is er een verlaging van het gewelf tot 1,5 m. De grot is verdeeld in twee delen: 21 m lang in zuidoostelijke richting, 9 m in noordoostelijke richting. De cultuurlaag is tot 5 m dik.

## Onderzoek
Qaraüñgır werd in 1959 ontdekt en voor het eerst onderzocht door het paleontologische team van Qarataū onder leiding van Hasan Alpycbaev. In 1973 werd verder onderzoek verricht door het paleontologische team van Qarataū en in 1992 door een gezamenlijke Kazachstaans-Russische expeditie onder leiding van Anatoli Derevjanko.
In de onderste lagen van de opgraving werden resten van vuurkuilen uit het mesolithicum ontdekt. Het grootste deel van de vondsten stamt uit het neolithicum en dateert van ongeveer het 5e millennium v.Chr. 
De meest voorkomende stenen werktuigen zijn ronde, langwerpige schrabbers op afslagen, klingen met een inkeping aan de zijkant, priemen, boren, klingen met stompe zijden, dissels en pijlpunten. De voorwerpen bestaan hoofdzakelijk uit vuursteen, zandsteen en bergkristal. Tot de artefacten uit been behoren onder meer naalden met oog, priemen, polijsters, diverse kralen en hangers. Daarnaast werden doorboorde schelpen, gekerfde zwijnentanden, talrijke dierenbotten, menselijke tanden (van vrouwen tussen de 20 en 30 jaar oud) en een afzonderlijk begraven menselijke schedel gevonden.
De vondsten komen overeen met de lokale Zuid-Kazachse variant van de Kelteminarcultuur.